# Hôpital fribourgeois
Pour les articles homonymes, voir HFR.
L'hôpital fribourgeois (HFR) est l'hôpital public du canton de Fribourg, en Suisse. Réparti sur cinq sites à Billens, Fribourg (Hôpital cantonal), Meyriez-Morat, Riaz et Tavel, l'HFR fournit des prestations dans le domaine de la santé à plus de 150 000 patients par an.

## Sites

### HFR Billens
L'ancien conseiller d'État fribourgeois Jean Pache lègue son château de Billens à l'État de Fribourg le 26 mars 1864 pour y fonder l'Hospice de Billens en faveur des communes du district de la Glâne. Il est inauguré le 29 novembre 1866 avec 15 lits après quelques agrandissements. L'Hospice passe à 37 lits en 1898 et on y ajoute une salle d'opération en 1914. Une transformation générale du bâtiment est entreprise en 1936, avant qu'il devienne l'Hôpital du district de la Glâne en 1956. La capacité de l'établissement passe à 200 lits après un agrandissement en 1964.
Un centre opératoire protégé et une aile circulaire destinée au home sont construits de 1988 à 1993. Ceci permet de libérer des espaces pour les soins à domicile et les aides familiales dès août 1996. Le Réseau santé de la Glâne y est fondé le 1er janvier 2001.
L'Hôpital intègre le 29 mars 2000 l'Hôpital Sud fribourgeois, puis l'HFR au 1er janvier 2007.

### HFR Fribourg – Hôpital cantonal
L'État fribourgeois hospitalise les nécessiteux à l'Hôpital des Bourgeois, dans le centre-ville de Fribourg, depuis 1808. La question de la fondation d'un Hospice cantonal apparaît dans les années 1820. La clinique de Gambach ouvre en 1907 et abrite notamment les services de chirurgie et de maternité. Elle devient le siège du futur Hôpital cantonal en 1918, avec une capacité de 125 lits. La maternité est transférée à Pérolles et l'hôpital cantonal est officiellement créé entre ces deux sites en 1920. Ils atteignent leur capacité maximale de 200 lits en 1941.
Le nouvel Hôpital cantonal ouvre ses portes sur la colline de Bertigny, sur la commune de Villars-sur-Glâne, en 1972. Un nouveau bâtiment nommé "Bertigny II", abritant les urgences, est ouvert en 2001.
L'établissement fait partie de la base de fondation de l'hôpital fribourgeois (HFR), le 1er janvier 2007.
En 2010, l'établissement inaugure l'extension Bertigny III, qui accueille entre autres quatre nouvelles salles d'opération équipées de techniques audiovisuelles uniques en Suisse romande.
Le service de maternité fait peau neuve en avril 2016. Occupant 586 m2 d'un étage de l'Hôpital cantonal, il compte quatre salles d'accouchement ainsi que des locaux destinés à la procréation médicalement assistée et un nouveau service d'andrologie.

### HFR Meyriez-Morat

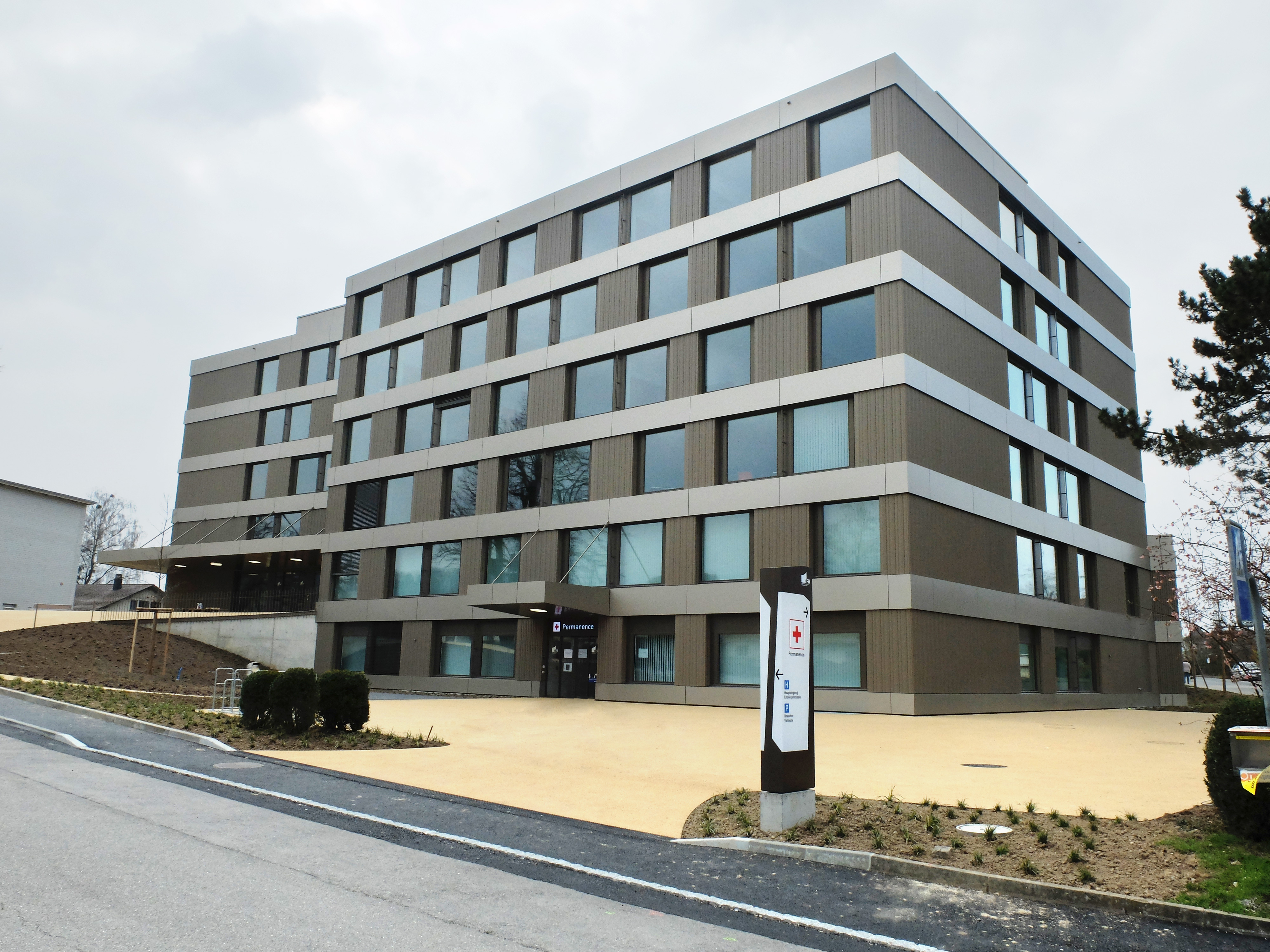
Bâtiment de l'HFR Meyriez-Morat lors de l'achèvement de sa construction en mars 2016.

L'hôpital Bon-Vouloir, donation des familles de Pourtalès et de Rougemont, ouvre ses portes en 1867 à Meyriez avec une capacité d'environ quinze lits,. L'établissement se voit construire une grande annexe en 1928 ainsi qu'un nouveau bâtiment en 1974. Il devient l'hôpital du district du Lac, d'une capacité de 50 lits, en 1997.
Un projet de rapprochement entre les hôpitaux des districts de la Singine et du Lac est sur la table dès 2005. Le Spital Nordosten (Hôpital du nord-ouest) devait être opérationnel à la fin 2006, mais tombe à l'eau au profit d'un projet de plus grande envergure. L'établissement intègre donc l'hôpital fribourgeois (HFR) lors de sa fondation le 1er janvier 2007.
Dès 2013, des travaux de rénovation et d'agrandissement sont entrepris pour moderniser l'hôpital et porter sa surface totale à 14 700 m2,. Avec une capacité de 72 lits, 210 collaborateurs y travaillent dès sa réouverture le 4 avril 2016.

### HFR Riaz
Le 6 août 1871 marque la naissance à Bulle de l'Hôpital du district de la Gruyère par souscription publique à l'initiative du préfet Nicolas Duvillard. L'établissement déménage à Riaz le 1er novembre 1885 dans la maison de l'ancien conseiller d'État Hubert Charles, décédé quelques années auparavant. Seize malades sont accueillis la première années par les Sœurs théodosiennes,.
On dote le bâtiment de trois nouvelles ailes. La première pour les chambres communes est construite en 1928, l'aile ouest pour les chambres privées en 1958 et l'aile est en 1965. Cette dernière est complétée en 1993 par l'extension du service des urgences et de la radiologie.
Un crédit de près de CHF 57 mio pour la construction du nouvel Hôpital du district de la Gruyère est approuvé à l'unanimité par le Grand Conseil fribourgeois le 22 août 1997. Ce montant est augmenté d'un crédit complémentaire de CHF 1,2 mio pour la réalisation d'une quatrième salle d'opération, dont on pose la première pierre le 12 février 1999.
L'Hôpital intègre le 29 mars 2000 l'Hôpital Sud fribourgeois, puis l'HFR au 1er janvier 2007.
La maternité de l'HFR Riaz est, de 2003 à 2008, la première maternité publique du canton de Fribourg avec un maximum de 673 naissances en 2007. À la suite de la fermeture de la Clinique Sainte-Anne à Fribourg, l'Hôpital cantonal passe devant dès 2009. Pour des raisons politiques et financières, le service de maternité de l'HFR Riaz ferme le lundi 2 décembre 2013 et les patientes sont redirigées vers l'unique maternité publique du canton à l'HFR Fribourg.

### HFR Tafers
Le 21 juillet 1870, une convention est signée à Tavel entre les communes du district de la Singine et les Sœurs de Saint-Vincent-de-Paul, dont la congrégation dirigera l'hôpital jusqu'à la fin 1984. Sa capacité de 15 lits donne à la Maison de Saint-Vincent-de-Paul un rôle d'hôpital, mais aussi de home médicalisé ou d'institution pour les pauvres.
En réponse au manque de place qui se fait vite sentir, l'hôpital des hommes est construit en 1885 et laisse l'ancien édifice à la prise en charge des femmes. Inauguré le 31 août 1886, ce bâtiment constitue alors un premier véritable hôpital du district de la Singine et dispose d'un total de 134 lits.
Après plusieurs années de discussions à la suite de la mise en avant de la vétusté des bâtiments dans les années 1940, un nouvel hôpital du district de la Singine est inauguré le 19 octobre 1960 avec 104 lits pour les soins aigus et 30 lits pour les soins de longue durée. Le service de chirurgie ouvre le 11 mai 1963. Une deuxième salle d'opération est partiellement aménagée en 1974.
Durant les années 1970, on envisage l'agrandissement de l'hôpital avec notamment un home médicalisé et une nouvelle salle d'opération. Les travaux commencent le 19 octobre 1987 et les nouvelles infrastructures sont inaugurées le 1er décembre 1990.
Le Grand Conseil du canton de Fribourg approuve en automne 1997 un crédit de CHF 40,5 mio afin de rénover et agrandir les locaux existants. Le nouvel hôpital est inauguré le 22 septembre 2000 et des transformations sont encore entreprises jusqu'au printemps 2003.
Un projet de rapprochement entre les hôpitaux des districts de la Singine et du Lac est sur la table dès 2005. Le Spital Nordosten (Hôpital du nord-ouest) devait être opérationnel à la fin 2006, mais tombe à l'eau au profit d'un projet de plus grande envergure. L'établissement intègre donc l'hôpital fribourgeois (HFR) lors de sa fondation le 1er janvier 2007.

## Hôpital Sud fribourgeois (HSF)
Né le 29 mars 2000, l'Hôpital Sud fribourgeois (HSF) est une union entre les hôpitaux de Riaz, Châtel-Saint-Denis et Billens,. À la suite de la fermeture de plusieurs services ainsi que du site de Châtel-Saint-Denis, une planification hospitalière cantonale pousse l'HSF à se fondre avec l'Hôpital fribourgeois (HFR) au début 2007.

## Gestion
Claudia Käch est engagée en tant que directrice en 2014 dans le but de redresser les finances de l'établissement. N'ayant pas réussi à combler les déficits et à la suite du départ de plusieurs cadres-clé, le conseil d'administration décide de se séparer de sa directrice en février 2018.